# Centropus senegalensis
El cucal senegalés (Centropus senegalensis) es una especie de ave cuculiforme de la familia Cuculidae que vive en África.

## Descripción

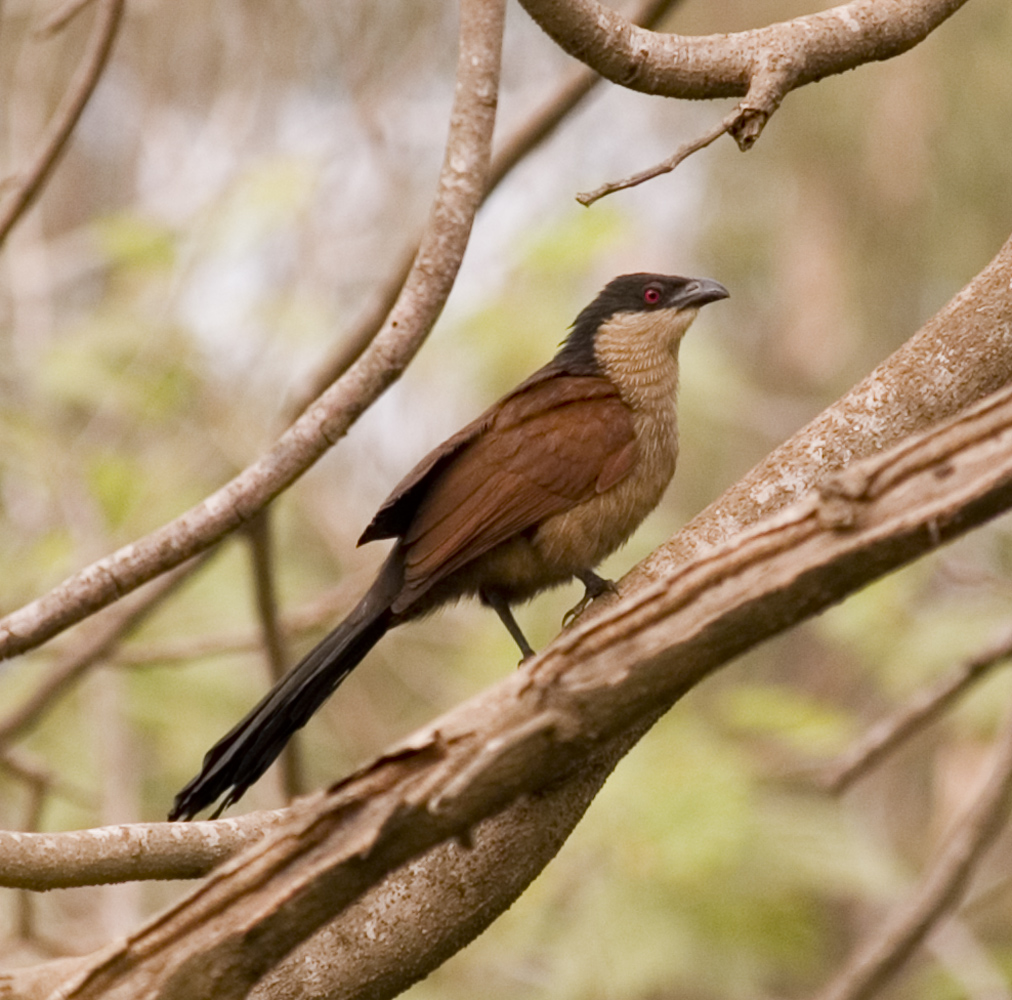
Ejemplar en Senegal.

Es una especie de mediano tamaño que mide alrededor de 39 cm de largo, incluida su larga cola. La mayor parte del plumaje de sus partes superiores es negruzco, a excepción de sus alas que son de color castaño, también son negruzcos sus patas y pico. Mientras que sus partes inferiores son blancas o blanquecinas. Ambos sexos tienen un aspecto similar, y los juveniles son de tonos más apagados y con las partes superiores barradas.
Su canto es alto y suena como uk-uk-uk.

## Distribución
La especie está ampliamente distribuida por el África subsahariana, además de a lo largo del Nilo, especialmente alrededor de su desembocadura. Sus hábitats naturales son los herbazales con árboles, como la sabana o las zonas de matorral.

## Comportamiento
El cucal senegalés se alimenta principalmente de insectos, orugas y otros pequeños invertebrados.
Anida cerca del suelo sobre la vegetación donde construye un gran nido de ramas y hojas, y su puesta típica consta de 2 a 4 huevos.